# Championnat du Zimbabwe de football 2014
Navigation
Saison suivante Saison suivante
La saison 2014 du Championnat du Zimbabwe de football est la cinquante-deuxième édition de la première division professionnelle au Zimbabwe à poule unique, la National Premier Soccer League. Seize clubs prennent part au championnat qui prend la forme d'une poule unique où toutes les équipes se rencontrent deux fois au cours de la saison. En fin de saison, les quatre derniers du classement sont directement relégués et remplacés par les quatre vainqueurs des poules régionales de Division One.
C'est le club des Dynamos FC Harare, triple tenant du titre, qui remporte à nouveau le championnat cette saison après avoir terminé en tête du classement final, avec un seul point d’avance sur l’un des clubs promus de D2, ZPC Kariba FC et quatre sur CAPS United. C'est le 22e titre de champion du Zimbabwe de l'histoire du club.

## Les clubs participants
| - ZPC Kariba FC - Promu de Division One - CAPS United - Black Rhinos FC - How Mine FC - Buffaloes FC - Chiredzi FC - Promu de Division One - Triangle FC - FC Platinum | - Highlanders FC - Dynamos FC Harare - Shabanie Mine - Harare City FC - Chapungu United - Promu de Division One - Chicken Inn - Bantu Rovers FC - Promu de Division One - Hwange FC |

## Compétition
Le barème de points servant à établir le classement se décompose ainsi :
- Victoire : 3 points
- Match nul : 1 point
- Défaite : 0 point

### Classement
| Rang | Équipe             | Pts | J  | G  | N  | P  | Bp | Bc | Diff |
| ---- | ------------------ | --- | -- | -- | -- | -- | -- | -- | ---- |
| 1    | Dynamos FC HarareT | 57  | 30 | 16 | 9  | 5  | 34 | 18 | +16  |
| 2    | ZPC Kariba FCP     | 56  | 30 | 15 | 11 | 4  | 42 | 25 | +17  |
| 3    | CAPS United        | 53  | 30 | 15 | 8  | 7  | 38 | 27 | +11  |
| 4    | FC PlatinumC       | 51  | 30 | 13 | 12 | 5  | 34 | 19 | +15  |
| 5    | Highlanders FC     | 45  | 30 | 12 | 9  | 9  | 38 | 29 | +9   |
| 6    | Chicken Inn        | 44  | 30 | 12 | 8  | 10 | 31 | 27 | +4   |
| 7    | Hwange FC          | 42  | 30 | 11 | 9  | 10 | 38 | 29 | +9   |
| 8    | How Mine FC        | 40  | 30 | 10 | 10 | 10 | 33 | 33 | 0    |
| 9    | Triangle FC        | 40  | 30 | 11 | 7  | 12 | 37 | 39 | -2   |
| 10   | Buffaloes FC       | 39  | 30 | 11 | 6  | 13 | 33 | 43 | -10  |
| 11   | Harare City FC     | 38  | 30 | 11 | 5  | 14 | 40 | 44 | -4   |
| 12   | Chapungu UnitedP   | 37  | 30 | 9  | 10 | 11 | 30 | 30 | 0    |
| 13   | Black Rhinos FC    | 37  | 30 | 10 | 7  | 13 | 21 | 29 | -8   |
| 14   | Shabanie Mine      | 35  | 30 | 9  | 8  | 13 | 33 | 40 | -7   |
| 15   | Bantu RoversP      | 25  | 30 | 6  | 7  | 17 | 28 | 47 | -19  |
| 16   | Chiredzi FCP       | 15  | 30 | 3  | 6  | 21 | 16 | 47 | -31  |

|  | Champion du Zimbabwe 2014                                                           |
|  | Qualification pour la Coupe de la confédération 2015                                |
|  | Relégation en deuxième division                                                     |
|  | T : Tenant du titre C : Vainqueur de la Coupe du Zimbabwe P : Promu de Division One |

## Bilan de la saison
| Championnat du Zimbabwe de football 2014 |                               |
| Champion                                 | Dynamos FC Harare (22e titre) |
| Coupes et trophées                       |                               |
| Vainqueur de la Coupe du Zimbabwe 2014   | FC Platinum                   |
| Qualifications continentales             |                               |
| Ligue des champions 2015                 | Aucun                         |
| Coupe de la confédération 2015           | FC Platinum                   |
| Promotions et relégations                |                               |
| Promus en National Premier Soccer League | Dongo Sawmills                |
| Promus en National Premier Soccer League | Flame Lily FC                 |
| Promus en National Premier Soccer League | Whawha FC                     |
| Promus en National Premier Soccer League | Tsholotsho FC                 |
| Relégués en Division One                 | Black Rhinos FC               |
| Relégués en Division One                 | Shabanie Mine                 |
| Relégués en Division One                 | Bantu Rovers                  |
| Relégués en Division One                 | Chiredzi FC                   |